# Beuroisia major
Beuroisia major is een krabbensoort uit de familie van de Mathildellidae. De wetenschappelijke naam van de soort is voor het eerst geldig gepubliceerd in 1978 door Sakai.